# 12 Years a Slave
12 Years a Slave er en amerikansk dramafilm fra 2013. Filmen er instrueret af Steve McQueen, og har Chiwetel Ejiofor i hovedrollen, Lupita Amondi Nyong'o i en birolle, som hun vandt en Oscar for, og Michael Fassbender, Brad Pitt og Benedict Cumberbatch i andre vigtige roller.
Ved Oscaruddelingen 2014 modtog filmen tre Oscars, herunder en Oscar for bedste film.

## Om filmen
Filmen er baseret på selvbiografien til Solomon Northup fra 1853. Filmen havde begrænset premiere i USA i juledagene i 2013 for at kunne være med i prissæsonen for filmåret 2013, men havde premiere i de fleste lande i 2014. I Danmark havde filmen biografpremiere 20. februar 2014.

## Handling
Filmen fortæller den sande historie om Solomon Northup (Chiwetel Ejiofor), en farvet mand, der blev kidnappet i Washington DC i midten af 1800-tallet og herefter solgt til slaveri. I 12 år arbejdede han på plantager i sydstaten Louisiana før end han omsider slap fri.

## Rolleliste
| Rolle            | Skuespiller          |
| ---------------- | -------------------- |
| Solomon Northup  | Chiwetel Ejiofor     |
| Edwin Epps       | Michael Fassbender   |
| William Ford     | Benedict Cumberbatch |
| John Tibeats     | Paul Dano            |
| Mistress Epps    | Sarah Paulson        |
| Bass             | Brad Pitt            |
| Mistress Shaw    | Alfre Woodard        |
| Patsey           | Lupita Nyong'o       |
| Eliza            | Adepero Oduye        |
| Freeman          | Paul Giamatti        |
| Margaret Northup | Quvenzhané Wallis    |
| Alonzo Northup   | Cameron Zeigler      |
| Anne Northup     | Kelsey Scott         |
| Uncle Abram      | Dwight Henry         |
| Armsby           | Garret Dillahunt     |
| Clemens          | Chris Chalk          |
| Parker           | Rob Steinberg        |
| Celeste          | Ruth Negga           |
| Mistress Ford    | Liza J. Bennett      |
| Robert           | Michael K. Williams  |
| Jasper           | Marcus Lyle Brown    |
| Brown            | Scoot McNairy        |
| Hamilton         | Taran Killam         |